# Liste de musées de la médecine
Voici une liste de musées de la médecine.

## Autriche
- Memorial Château de Hartheim

## Belgique
- Musée de la médecine de Bruxelles
- Musée de l'Hôpital Notre-Dame à la Rose à Lessines
- Musée Lambotte à Anvers[1]

## Danemark
- Medicinsk Museion (musée d'histoire de la médecine à Copenhague)

## États-Unis
- Chimborazo Medical Museum à Richmond

## France

### Paris

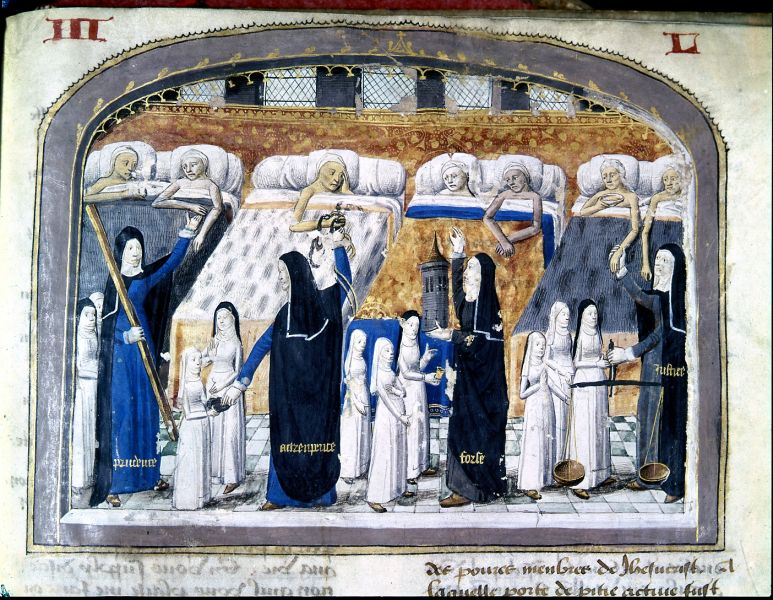
Livre de Vie active, XVe siècle. Conservé au musée de l'AP-HP

- Musée de l'Assistance Publique - Hôpitaux de Paris[2], (75004)
- Musée du Service de Santé des armées[3], (75005)
- Musée de l’Institut Curie, (75005)
- Musée Dupuytren, Université Paris VI - Pierre et Marie Curie[4] (75006)
- Musée d’Histoire de la Médecine, Université Paris-Cité (75006)
- Musée des Moulages[5], Hôpital Saint-Louis (AP-HP), (75010)[6]
- Musée de la Psychiatrie et des Neurosciences, Hôpital Saint-Anne (75014)
- Musée d'art et d'histoire de l'hôpital Saint-Anne, ex Musée Singer-Polignac, ou Centre d'étude de l'expression, Hôpital Saint-Anne (75014)
- Musée Louis Pasteur, Institut Pasteur (75015)

### Ailleurs

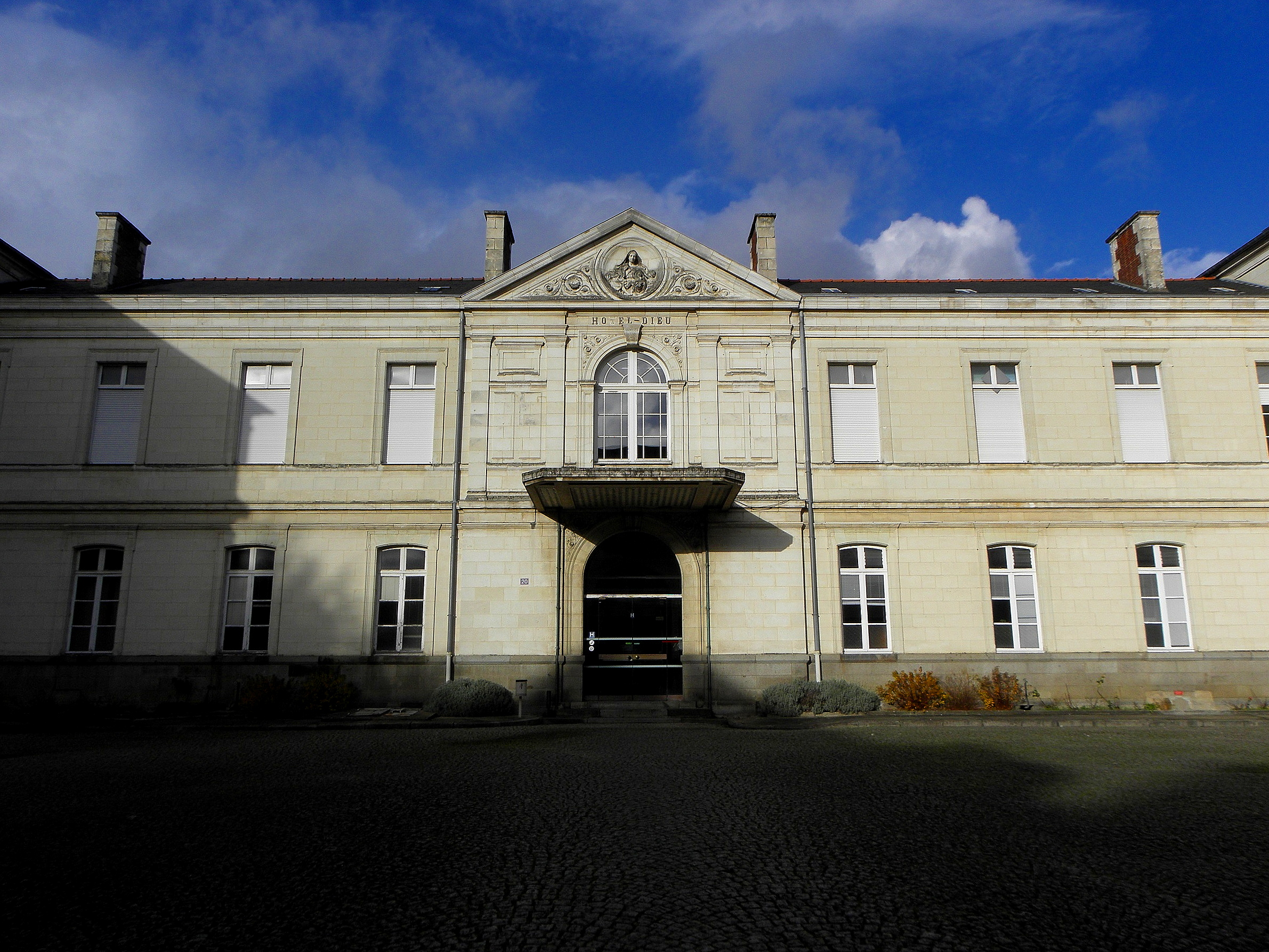
Hôtel-Dieu de Rennes

- Musée de l’Hôtel-Dieu[7], Château-Thierry (Aisne)
- Musée de l’Hôtel-Dieu,  Beaune[8] (Côte-d'Or)
- Musée d'histoire de la médecine, Hôtel-Dieu, Hautefort[9] (Dordogne)
- Musée de l'anesthésie-réanimation et des techniques médico-chirurgicales, Hôpital Saint-Jacques, Besançon (Doubs)
- Musée de l'écorché d'anatomie, Le Neubourg (Eure)
- Musées de l'Hôtel-Dieu Saint Jacques[10], Toulouse (Haute-Garonne) rassemblent :
  - Musée d’histoire de la médecine
  - Musée des Instruments de médecine des Hôpitaux de Toulouse
- Faculté de Médecine, Montpellier (Hérault) rassemble :
  - Droguier[11]
  - Musée d'Anatomie[12]
  - Salle des anciens musées Delmas-Orfila-Rouvière[13]
- Musée grenoblois des sciences médicales, Grenoble (Isère)[14]
- Musée hospitalier, Charlieu[15] (Loire)
- Musée Saint-Roch, Yssingeaux[16] (Haute-Loire)
- Musée des nourrices et des enfants de l'Assistance Publique[17], Alligny-en-Morvan (Nièvre)
- Musée de la chirurgie Pr Christian Cabrol, Cosne-Cours-Sur-Loire (Nièvre)
- Musée de l'hospice Comtesse, Lille (Nord)[18]
- Musée de l’École de médecine navale, Rochefort (Charente-Maritime)[19]
- Musée des Hospices civils de Lyon, Lyon (Rhône)[20]
- Musée Testut Latarjet d'anatomie et d'Histoire naturelle médicale, Université de Lyon (Rhône)

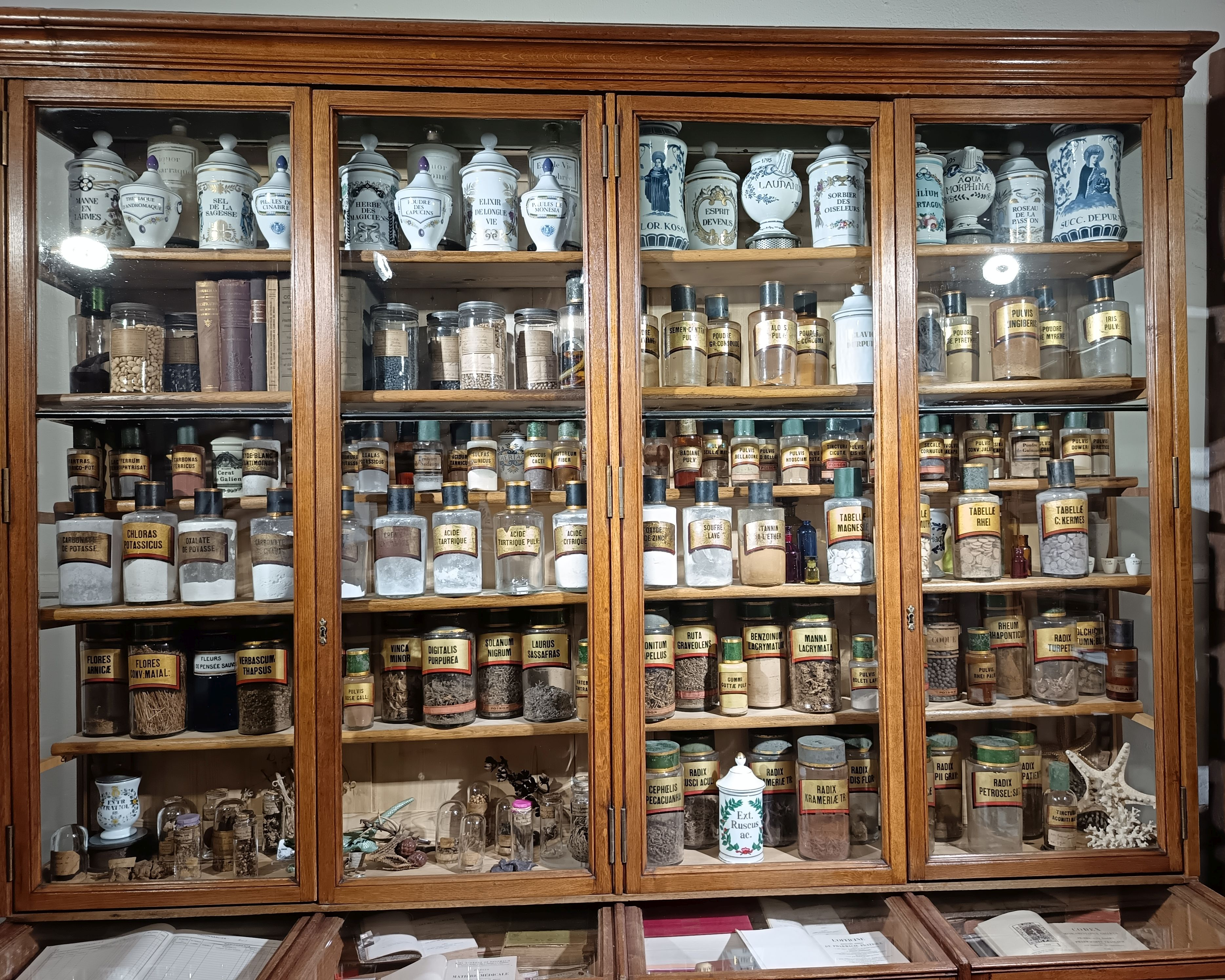
Droguier de la faculté de médecine de Lyon 1.

- Droguier de la faculté de médecine de Lyon 1.Droguier de la faculté de médecine de Lyon
- La Ferme du Vinatier[21], Bron (Rhône)
- L’Albarelle, Belleville (Rhône)
- Musée de l’Hôtel-Dieu, Louhans (Saône-et-Loire)
- Musée de l’Hôtel-Dieu – Musée Greuze, Tournus (Saône-et-Loire)
- Musée Flaubert et d’histoire de la médecine, Rouen (Seine-Maritime)[22]
- Musée des Technologies de santé, Rouen (Seine-Maritime)[23]
- Musée hospitalier de Tonnerre, Tonnerre (Yonne)[24]

## Suisse
- Musée d'histoire de la médecine de Zurich

#### Ressources sur les musées en France
- Base Museofile, répertoire des musées français, sur le site du ministère de la Culture
- Base de données Open data. Liste des musées labellisés Musée de France avec libellés des colonnes